# C. Eugene Jones
C. Eugene Jones  (15 de diciembre de 1942 (82 años) es un botánico y profesor estadounidense. Trabaja activamente en el Proyecto de Flora centroamericana. Y desarrolló su actividad académica como profesor ordinario, y actualmente emérito, en el "Departamento de Ciencias Biológicas, Universidad Estatal de California, y también fue curador de la Texas A&M University.

## Carrera
En 1964, obtuvo el B.Sc. en Ciencias Biológicas e Historia-Gobierno, por la Universidad de Ohio. Y en 1969, el doctorado en botánica, por la Universidad de Indiana.
Desde 1969, y continua, es director del herbario Faye MacFadden, California State University, Fullerton.Biology.Fullerton (1 de enero de 2016). «C. Eugene Jones. Professor of Biology.». Consultado el 14 de abril de 2016.</ref>

## Algunas publicaciones
- c. eugene Jones, francés m. Shropshire, jim Luttrell, sean e. Walker, darren r. Sandquist, youssef c. Atallah, robert l. Allen, jack h. Burk, leo c. Song, Jr. 2010. Do native ants play a significant role in the reproductive success of the San Fernando Valley Spineflower, Chorizanthe parryi var. fernandina (Polygonaceae)? Madroño 57 (3):161 - 169. doi: http://dx.doi.org/10.3120/0024-9637-57.3.161 resumen.

- ------------------, ---------------------------, laura  l. Taylor-Taft, sean e. Walker, leo c. Song, Jr., youssef c. Atallah, robert l. Allen, darren Sandquist, jim Luttrell, jack h. Burk. 2009. Reproductive biology of the San Fernando Valley Spineflower, Chorizanthe parryi var. fernandina (Polygonaceae). Madroño 56 (9): 23 - 42 resumen.

- ------------------. 2007. Do antennae play a prominent role in the communication of information from the dancer to potential recruit bees attending the honey bee dance? A proposed experimental test.

- michell l. Thomey, jack h. Burk, darren r. Sandquist, youssef c. Atallah, c. eugene Jones. 2007. Effects of topsoil disturbance on germination and establishment of Eriastrum densifolium subsp. sanctorum (Polemoniaceae), an early successional species in Southern California. Manuscript in preparation.

- jack h. Burk, c. eugene Jones, william a. Ryan, john a. Wheeler. 2007. Floodplain vegetation and soils along the upper Santa Ana River, San Bernardino County, California. Madrono 54 (2): 126 - 137

- youssef c. Atallah, c. eugene Jones. 2003. Assessing the reproductive biology of Eriastrum densifolium ssp. sanctorum (Milliken) Mason (Santa Ana River Woolly Star, Polemoniaceae). Madrono 50 (2): 101 - 109.

- deborah k. Dorsett, c. eugene Jones, jack h. Burk. 2001. The pollination biology of the Santa Ana River Woolly Star, an endangered plant. Madrono 48 (4): 265 - 271.

- c. eugene Jones, faith Roelofs, deborah k. Dorsett, chirag Shah. 1999. Ultraviolet floral patterns in the native Hawaiian flora: What do they mean for island biogeography? Pacific Science 53(1): 82-87.

### Libros
- c. eugene Jones, r. john Little (eds.). 1983. Handbook of Experimental Pollination Biology. Scientific and Academic Editions, Division of Van Nostrand Reinhold Co. N. York. xviii + 558 p. ilus. ISBN 0442246765 ISBN 9780442246761
- r. john Little, c. eugene Jones. 1980. A Dictionary of Botany. Van Nostrand Reinhold Co. New York.

## Honores

### Membresías[1]
- Fullerton Arboretum Commission, 2005 – y continua.
- Golden Key National Honor Society, 1999.
- American Institute of Biological Science,
- American Association for the Advancement of Science,
- Botanical Society of America,
- American Society of Plant Taxonomists,
- International Association for Plant Taxonomy,
- Orange County Beekeepers Association,
- Society for the Study of Evolution,
- American Society of Naturalists,
- Southern California Botanists,
- Southern California Academy of Sciences,
- The Systematics Association,
- Society for Economic Botany,
- Ecological Society of America,
- California Botanical Society,
- Western Apicultural Society,
- Kansas Entomological Society,
- Pacific Coast Entomological Society.

### Revisor[1]
- National Science Foundation,
- Evolution,
- American Journal of Botany,
- New Phytologist,
- Madrono,
- Southern California Academy of Sciences,
- Crossosoma.

- La abreviatura «C.E.Jones» se emplea para indicar a C. Eugene Jones como autoridad en la descripción y clasificación científica de los vegetales.[2]